# سيرجيو فيغا
سيرجيو فيغا (بالإنجليزية: Sergio Vega)‏ هو موسيقي أمريكي، ولد في 1959 في ذا برونكس في الولايات المتحدة.

## وصلات خارجية
- سيرجيو فيغا على موقع ميوزك برينز (الإنجليزية)
- سيرجيو فيغا على موقع أول ميوزيك (الإنجليزية)
- سيرجيو فيغا على موقع ديسكوغز (الإنجليزية)